# John Kirk
Sir John Kirk (19 dicembre 1832 – 15 gennaio 1922) è stato un esploratore, medico e naturalista britannico.

## Biografia
Laureato in medicina nel 1832 presso la Università di Edimburgo.
Nel 1860 partecipò alla seconda spedizione di David Livingstone alle cascate Vittoria.
È stato per 20 anni Ministro Residente Britannico del Sultanato di Zanzibar, adoperandosi per l'abolizione della tratta degli schiavi.
È stato membro della Royal Society e della Zoological Society of London.
Fu anche un abile fotografo, come testimoniato dalle oltre 250 sue fotografie custodite presso la National Library of Scotland.

Alcune foto scattate da John Kirk
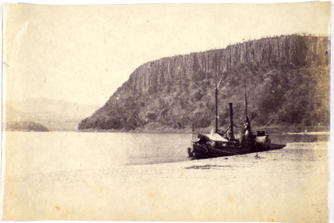
La Ma Robert, il battello a vapore con cui Livingstone risalì lo Zambesi
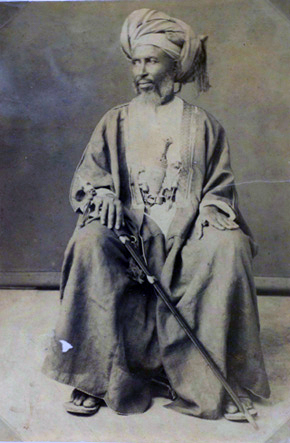
Hamed bin Muhammed, mercante di schiavi di Zanzibar
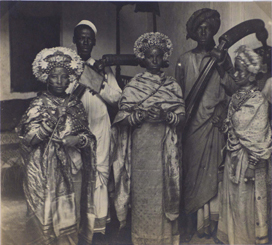
Donne swahili in abito di gala

| J.Kirk è l'abbreviazione standard utilizzata per le piante descritte da John Kirk. Consulta l'elenco delle piante assegnate a questo autore dall'IPNI. |